# Mały Książę (film 1974)
Mały Książę (ang. The Little Prince) – amerykańsko-brytyjski filmowy musical fantasy zrealizowany w 1974 przez Stanleya Donena na podstawie książki pt. Mały Książę autorstwa Antoine’a de Saint-Exupéry’ego.

## Fabuła
Filmowa adaptacja książki pt. Mały Książę autorstwa Antoine’a de Saint-Exupéry’ego. Opowiada historię pewnego pilota, który przebywa na pustyni. Tam poznaje małego chłopca. To opowieść o pięknej przyjaźni i miłości, o przygodach i znajomościach między chłopcem, a innymi stworzeniami. Każda przyjaźń niesie za sobą cenną lekcję o życiu. 

## Obsada
- Richard Kiley – pilot
- Steven Warner – Mały Książę
- Donna McKechnie – róża
- Gene Wilder – lis
- Bob Fosse – wąż
- Joss Ackland – król
- Graham Crowden – generał
- Victor Spinetti – historyk
- Clive Revill – biznesmen

## Wersja polska
Wersja polska: Studio Opracowań Filmów w Łodzi

Reżyseria: Czesław Staszewski

Dialogi: Jan Czarny

Teksty piosenek: Tadeusz Dobrzyński

Dźwięk: Elżbieta Matulewicz

Montaż: Łucja Kryńska

Wystąpili:
- Andrzej Żarnecki – pilot
- Jacek Łągwa – Mały Książę
- Barbara Marszałek – róża
- Andrzej Herder – lis
- Krzysztof Różycki – wąż
- Bogdan Baer – król
- Sławomir Misiurewicz – generał
- Maciej Małek – historyk
- Janusz Kubicki – biznesmen

Źródło: 